# ريتشارد براين وليامز
ريتشارد براين وليامز (بالإسبانية: Richard Bryn Williams)‏ هو مؤرخ وكاتب وشاعر أرجنتيني، ولد في 1902 في Blaenau Ffestiniog ‏ في المملكة المتحدة، وتوفي في 1981.

## وصلات خارجية
- ريتشارد براين وليامز على موقع ميوزك برينز (الإنجليزية)